# Governo del Liechtenstein
Il Governo del Liechtenstein è un organo del sistema politico del Liechtenstein, composto dal Primo Ministro e dai ministri, nonché da viceministri e sottosegretari; esso costituisce il vertice del potere esecutivo.
Il Presidente del Consiglio ha la sua sede ufficiale nel Regierungsgebäude, in Peter-Kaiser-Platz, 1, a Vaduz.
Il governo attuale è il Governo Haas, in carica dal 10 aprile 2025.

## Nomina e rapporti di fiducia
Secondo la Costituzione del Liechtenstein, il gabinetto è composto dal Primo ministro e da altri quattro ministri. Il Primo Ministro e gli altri ministri sono nominati dal Principe Regnante con l'accordo del Parlamento e su sua proposta. Sempre su proposta del Landtag (il Parlamento), uno dei ministri è nominato dal principe regnante “primo ministro aggiunto”. Se un singolo ministro dovesse perdere la fiducia del Parlamento o del Principe regnante, la decisione sulla perdita dell'autorità del ministro di esercitare le sue funzioni è presa di comune accordo dal Principe regnante e dal Parlamento. Fino alla nomina di un nuovo ministro, le funzioni ufficiali del ministro sono svolte dal ministro-supplente.

## Composizione attuale

### Governo Haas (2025-)

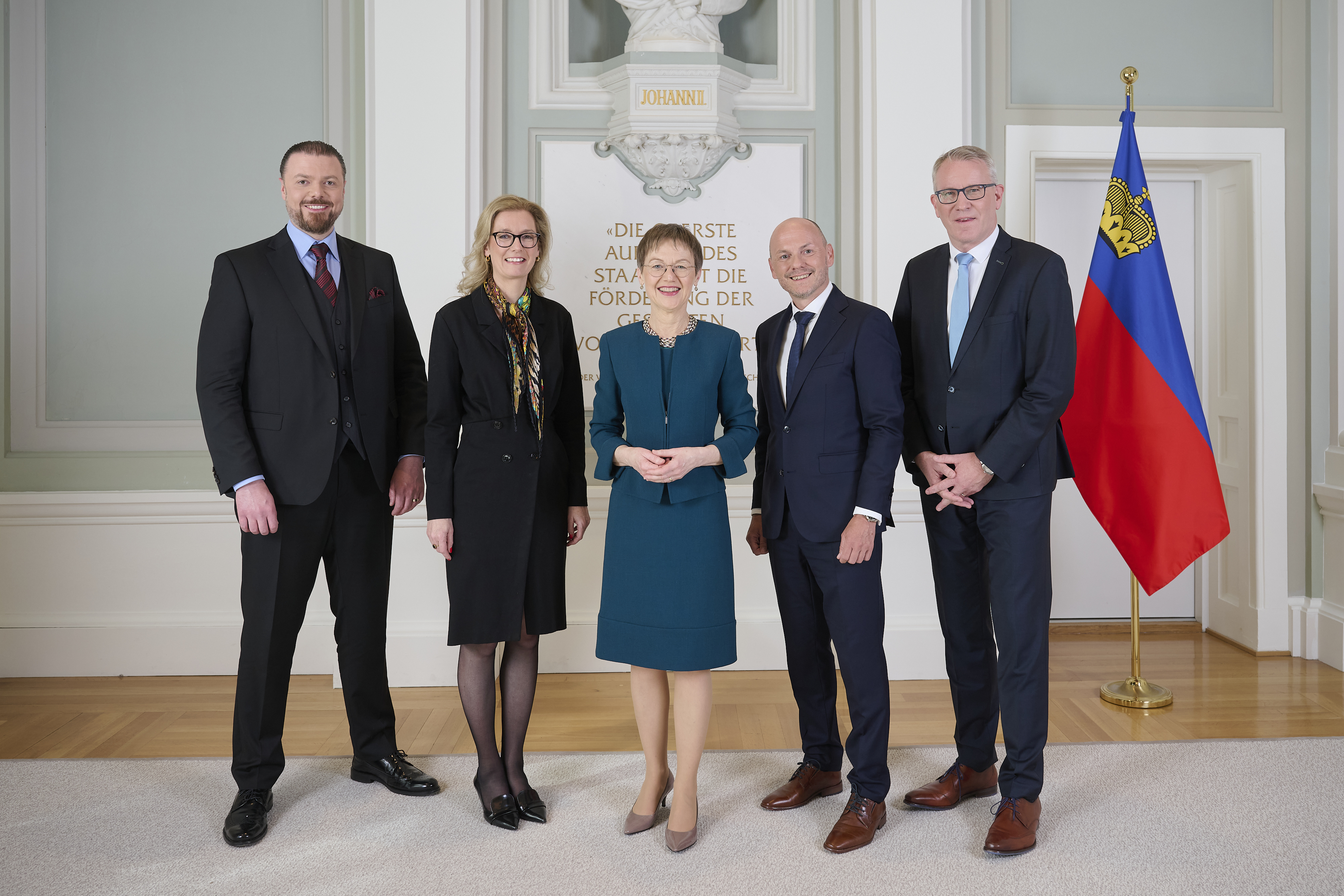
Composizione del governo, 2025.

Unione Patriottica (VU)
     Partito Progressista dei Cittadini (FBP)
| Funzione                                              | Titolare | Titolare | Titolare         | Partito |
| ----------------------------------------------------- | -------- | -------- | ---------------- | ------- |
| Primo ministro Finanze                                |          |          | Brigitte Haas    | VU      |
| Vice Primo ministro Affari esteri, ambiente e cultura |          |          | Sabine Monauni   | FBP     |
| Affari interni, economia e sport                      |          |          | Hubert Büchel    | VU      |
| Affari sociali e giustizia                            |          |          | Emanuel Schädler | VU      |
| Infrastrutture ed istruzione                          |          |          | Daniel Oehry     | FBP     |

| Camera  | Collocazione | Partiti          | Seggi   |
| ------- | ------------ | ---------------- | ------- |
| Landtag | Maggioranza  | VU (10), FBP (7) | 17 / 25 |
| Landtag | Opposizione  | DpL (6), FL (2)  | 8 / 25  |

## Composizioni precedenti

### Governo Risch (2021-2025)
Unione Patriottica (VU)
     Partito Progressista dei Cittadini (FBP)
| Funzione                                                 | Titolare | Titolare | Titolare                | Partito |
| -------------------------------------------------------- | -------- | -------- | ----------------------- | ------- |
| Primo ministro                                           |          |          | Daniel Risch            | VU      |

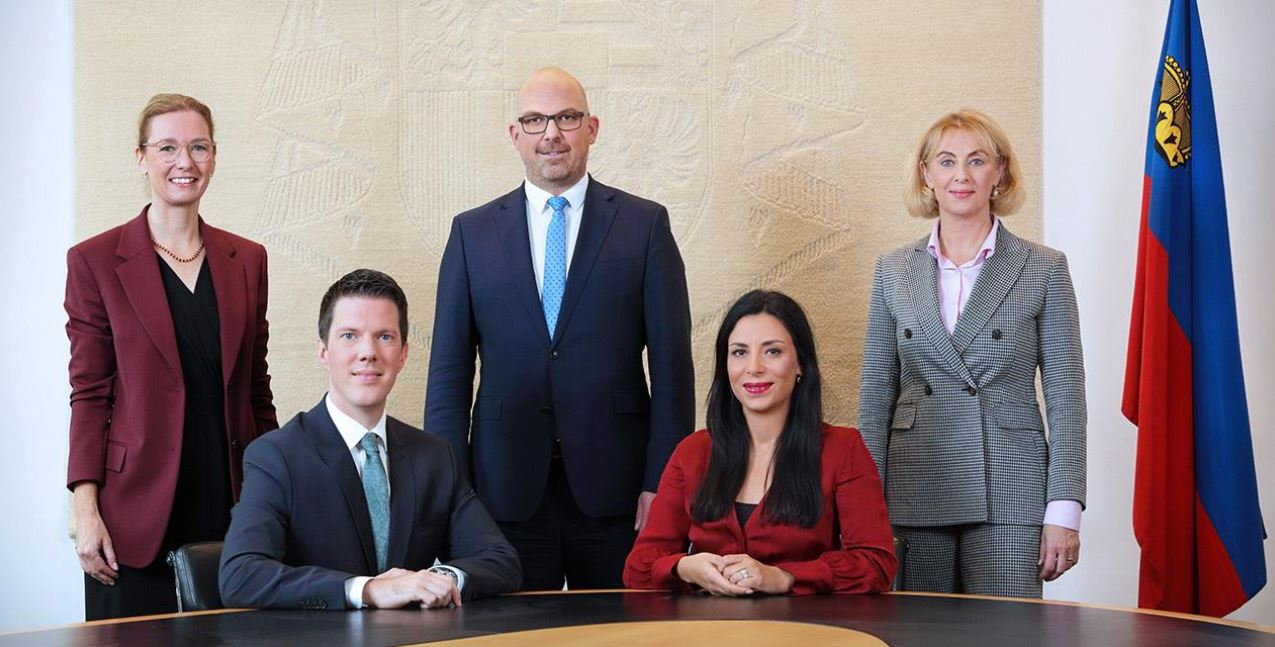
Composizione del governo, 2021.

| Vice Primo ministro Affari interni, ambiente ed economia |          |          | Sabine Monauni          | FBP     |
| Affari sociali e cultura                                 |          |          | Manuel Frick            | FBP     |
| Affari esteri, istruzione e sport                        |          |          | Dominique Hasler        | VU      |
| Giustizia e infrastrutture                               |          |          | Graziella Marok-Wachter | VU      |

| Camera  | Collocazione | Partiti           | Seggi   |
| ------- | ------------ | ----------------- | ------- |
| Landtag | Maggioranza  | VU (10), FBP (10) | 20 / 25 |
| Landtag | Opposizione  | FL (3), DpL (2)   | 5 / 25  |

### Governo Hasler II (2017-2021)

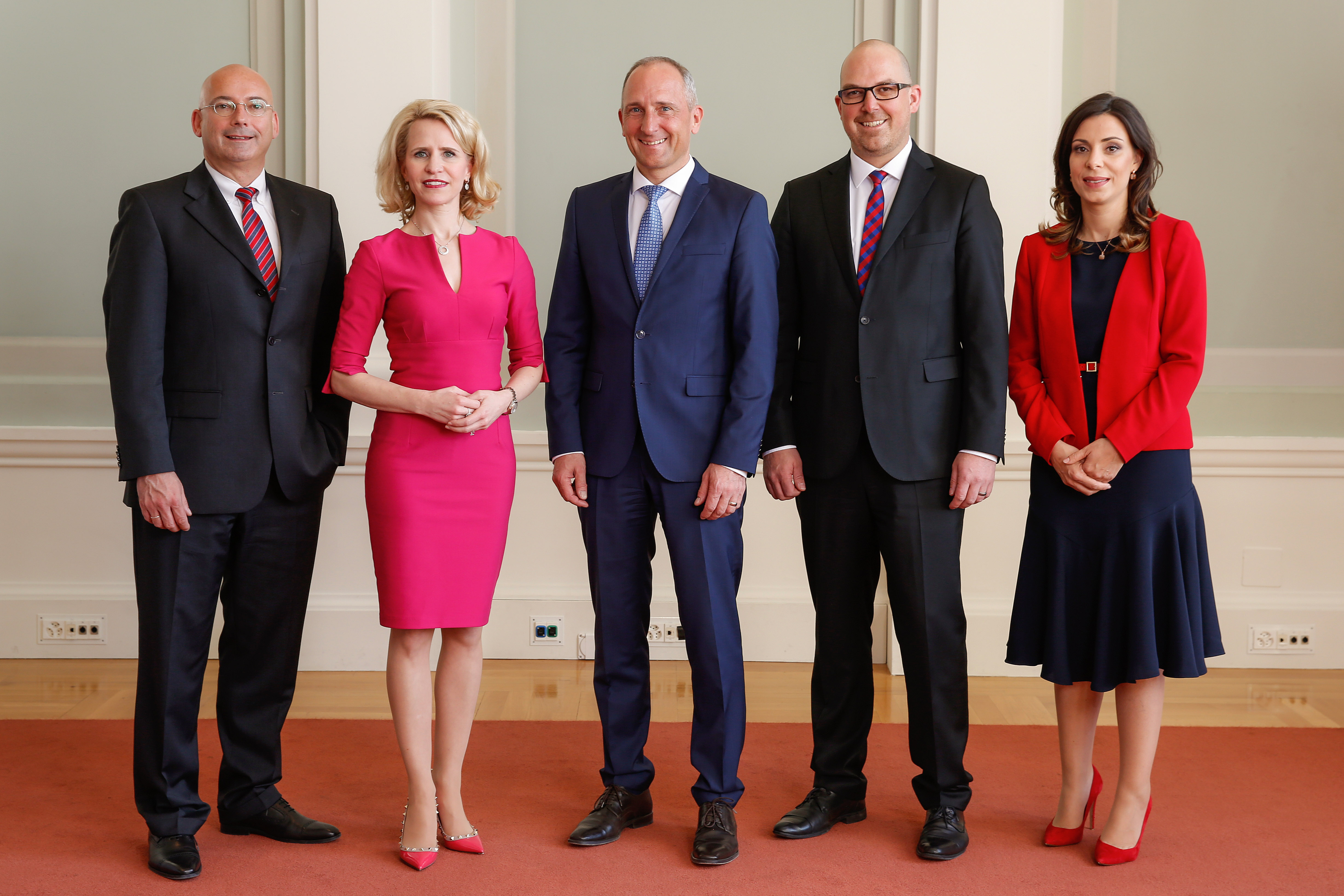
Composizione del governo, 2017.

Partito Progressista dei Cittadini (FBP)
     Unione Patriottica (VU)
| Funzione                                             | Titolare | Titolare | Titolare                | Partito |
| ---------------------------------------------------- | -------- | -------- | ----------------------- | ------- |
| Primo ministro                                       |          |          | Adrian Hasler           | FBP     |
| Vice Primo ministro Infrastrutture, ambiente e sport |          |          | Daniel Risch            | VU      |
| Società civile                                       |          |          | Mauro Pedrazzini        | FBP     |
| Affari esteri, giustizia e cultura                   |          |          | Aurelia Frick           | FBP     |
| Affari interni ed istruzione                         |          |          | Graziella Marok-Wachter | VU      |

| Camera  | Collocazione | Partiti         | Seggi   |
| ------- | ------------ | --------------- | ------- |
| Landtag | Maggioranza  | FBP (9), VU (8) | 17 / 25 |
| Landtag | Opposizione  | DU (5), FL (3)  | 8 / 25  |

### Governo Hasler I (2013-2017)

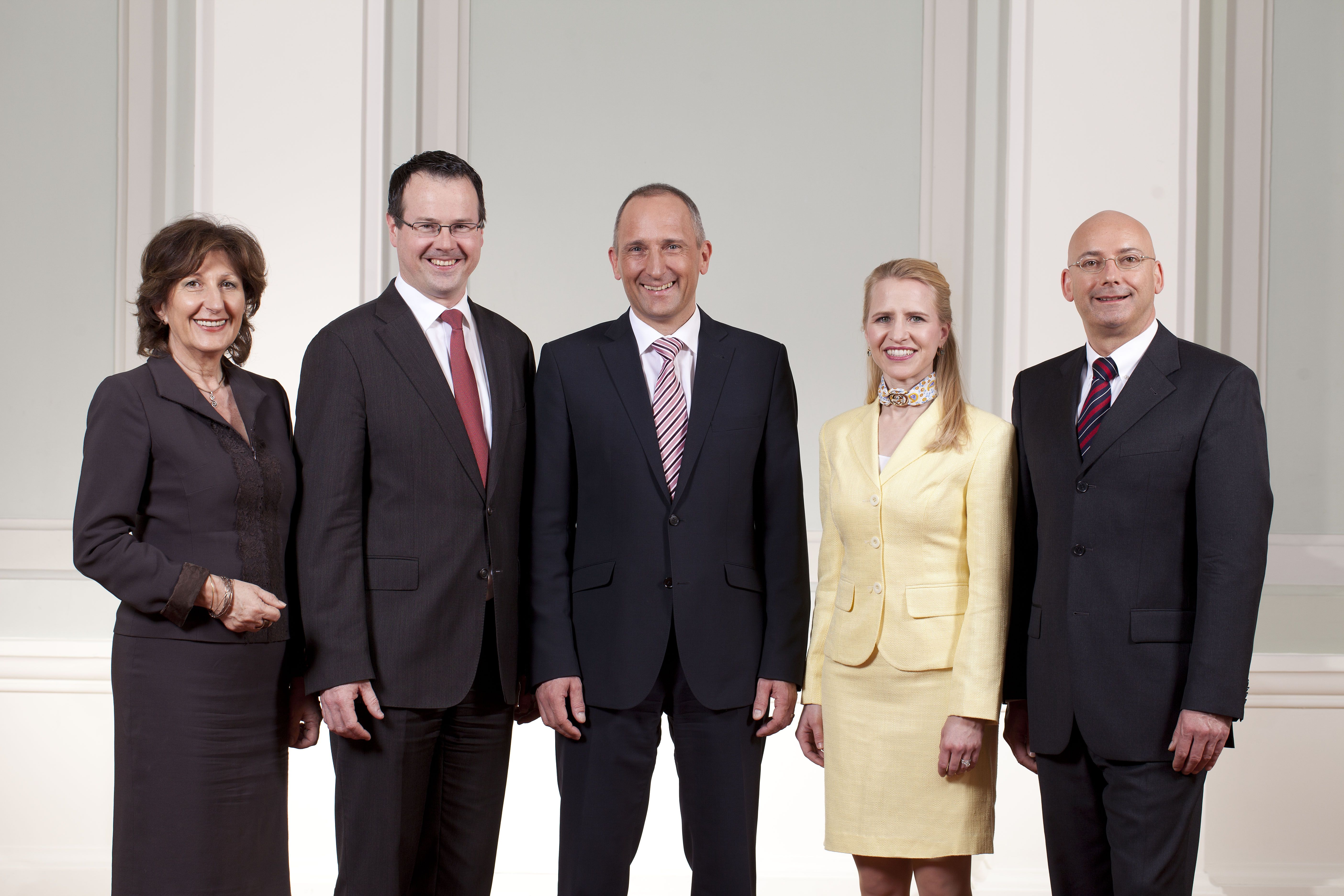
Composizione del governo, 2013.

Partito Progressista dei Cittadini (FBP)
     Unione Patriottica (VU)
| Funzione                                           | Titolare | Titolare | Titolare             | Partito |
| -------------------------------------------------- | -------- | -------- | -------------------- | ------- |
| Primo ministro Finanze                             |          |          | Adrian Hasler        | FBP     |
| Vice Primo ministro Interno, giustizia ed economia |          |          | Thomas Zwiefelhofer  | VU      |
| Società civile                                     |          |          | Mauro Pedrazzini     | FBP     |
| Affari esteri, istruzione e cultura                |          |          | Aurelia Frick        | FBP     |
| Infrastrutture, ambiente e sport                   |          |          | Marlies Amann-Marxer | VU      |

| Camera  | Collocazione | Partiti          | Seggi   |
| ------- | ------------ | ---------------- | ------- |
| Landtag | Maggioranza  | FBP (10), VU (8) | 18 / 25 |
| Landtag | Opposizione  | DU (4), FL (3)   | 7 / 25  |